# Vigga Svensson
Vigga Svensson (født i 1972) var i 1998 vært på tv-programmet Okay Tone på DR2. Samme show som havde indslag med drengene i Gramsespektrum. Som noget meget karakteristisk ved Viggas optræden i programmet blev hun altid filmet med kameraet helt op i ansigtet. Før hun blev TV-vært var hun en årrække radiovært på Det Elektriske Barometer på DR.
Siden 2000 har hun været fast speaker på TV2 Zulu. Her har hun også produceret programmet Raketfart.
Hendes stemme har kunnet høres på Halfdan E og Martin G's hyldestplade til den afdøde digter Johannes L. Madsen, Smarte pletter mellem fingrene (2003). Hun optrådte med Halfdan og Martin på Roskilde Festival 2004.
Vigga Svensson var den ene af de to stiftere af det danske tøjmærke Katvig, som hun drev fra 2003-2013, hvor firmaet gik konkurs.

## Filmografi
- Okay Tone (1997-1998)
- Raketfart (2001), manusforfatter og producer